# Stadsrätt
Stadsrätt är sammanfattningen av de rättsgrundsatser, som gälla sådana förhållanden, vilka är särskilda för stad. Jämför stadsprivilegier.
Den äldre germanska rätten är – i motsats till den romerska, som ursprungligen är en stadsrätt – en landsrätt, emedan hos de germanska folken verkliga rättssamhällen tidigast utvecklat sig på landet. Med tiden uppväxte emellertid även hos dem stadssamhällen, i vilka särskilda näringar drevs och i övrigt särskilda förhållanden utbildade sig. Dessa äldsta stadssamhällen, i vilka sannolikt tidigast den rätt tillämpades, som gällde för det kringliggande landet, synas först småningom ha lösgjort sig från landets rättsområde och erhållit egen jurisdiktion, varefter de för städerna mer och mer sig utvecklande särskilda förhållandena medförde en omskapning av själva den materiella rätten.